# Комиссаров, Сергей Иванович
Серге́й Ива́нович Комисса́ров (1890—1965) — русский революционер, советский партийный и государственный деятель. Председатель Исполнительного комитета Северного краевого совета (1929—1931).

## Биография
Родился во Владимирской губернии в крестьянской семье. В дальнейшем переехал в Нижегородскую губернию, где устроился рабочим на Сормовский завод. Член РСДРП(б) с 1914 года. В 1916 году был избран членом Сормовского общезаводского комитета большевиков. Во время июльской стачки в Сормове в том же году являлся одним из её руководителей. После подавления беспорядков был арестован и заключён в Нижегородскую тюрьму, а затем отправлен в 82-й запасный пехотный полк в качестве поднадзорного рядового в г. Владимир, где продолжил агитацию революционных идей среди солдат.
В марте 1917 года освобождён, а в мае избран в губернский совет солдатских депутатов. Во время Октябрьской революции выбран заместителем председателя губернского Совета рабочих и солдатских депутатов. Затем отправлен партией на ответственную работу в различные области и края республики. 
- 25.4.1923 — 25.6.1930 — член Центральной Контрольной Комиссии РКП(б)/ВКП(б).
- с мая по октябрь 1924 года — председатель Юго-Восточной областной контрольной комиссии РКП(б)
- с 16.10.1924 года — председатель Северо-Кавказской краевой контрольной комиссии РКП(б), затем до 1927 года один из секретарей Северо-Кавказского крайкома ВКП(б).
- 1.1.1926 — 2.12.1927 — член Президиума Центральной Контрольной Комиссии ВКП(б).
- В 1927 году назначен заместителем председателя Союза Союзов сельскохозяйственных кооперативов.
- со 2 октября 1929 года — председатель Северной краевой контрольной комиссии ВКП(б)[2]
- с ноября 1929 до 14 октября 1931 года — председатель Северного крайисполкома[1].

Затем на руководящей хозяйственной работе. 
Делегат XII, XIII, XIV и XV съездов РКП(б) и ВКП(б). На XII, XIII, XIV и XV съездах избирался членом ЦКК и входил в президиум ЦКК. Являлся также членом ВЦИК и ЦИК нескольких созывов.
Умер 5 апреля 1965 года.